# Programa de las Naciones Unidas para el Medio Ambiente
El Programa de las Naciones Unidas para el Medio Ambiente (PNUMA) es responsable de coordinar las respuestas a los problemas ambientales dentro del sistema de las Naciones Unidas. Fue establecido por Maurice Strong, su primer director, después de la Conferencia de las Naciones Unidas sobre el Medio Humano en Estocolmo en junio de 1972. Su mandato es proporcionar liderazgo, brindar ciencia y desarrollar soluciones en una amplia gama de problemas, incluido el cambio climático, la gestión de los ecosistemas marinos y terrestres, y el desarrollo económico verde. La organización también desarrolla acuerdos ambientales internacionales; este organismo también publica y promueve la ciencia ambiental y ayuda a los gobiernos nacionales a lograr objetivos ambientales.
Como miembro del Grupo de las Naciones Unidas para el Desarrollo, el PNUMA tiene como objetivo ayudar al mundo a cumplir los 17 Objetivos de Desarrollo Sostenible.
El PNUMA alberga las secretarías de varios acuerdos ambientales multilaterales y organismos de investigación, incluidos el Convenio sobre la Diversidad Biológica (CDB), el Convenio de Minamata sobre el Mercurio, el Convenio sobre Especies Migratorias y el Convenio sobre el Comercio Internacional de Especies Amenazadas de Fauna y Flora Silvestres (CITES).
En 1988, la Organización Meteorológica Mundial y el PNUMA establecieron el Panel Intergubernamental sobre el Cambio Climático (IPCC). El PNUMA es también una de varias agencias implementadoras del Fondo para el Medio Ambiente Mundial (FMAM) y el Fondo Multilateral para la Implementación del Protocolo de Montreal.
El PNUMA a veces usa el nombre alternativo ONU Medio Ambiente.

## Historia
En la década de 1970, la necesidad de una gobernanza ambiental a nivel global no era universalmente aceptada, particularmente por los países en desarrollo. Algunos argumentaron que las preocupaciones ambientales no eran una prioridad para las naciones en situación de pobreza. El liderazgo del diplomático canadiense Maurice Strong convenció a muchos de los gobiernos de los países en desarrollo de que debían priorizar este tema. En palabras del profesor nigeriano Adebayo Adedeji : "El Sr. Strong, a través de la sinceridad de su defensa, pronto dejó en claro que todos nosotros, independientemente de la etapa de nuestro desarrollo, tenemos un gran interés en el asunto".
Después de desarrollar organizaciones como la Organización Internacional del Trabajo, la Organización para la Agricultura y la Alimentación y la Organización Mundial de la Salud, se convocó la Conferencia de las Naciones Unidas sobre el Medio Humano de 1972 (la Conferencia de Estocolmo). En esta conferencia se discutieron varios temas como la contaminación, la vida marina, la protección de los recursos, el cambio ambiental y los desastres relacionados con el cambio natural y biológico. Esta conferencia dio como resultado una Declaración sobre el Medio Humano (Declaración de Estocolmo) y el establecimiento de un organismo de gestión ambiental, que más tarde se denominó Programa de las Naciones Unidas para el Medio Ambiente (PNUMA). El PNUMA fue establecido por la Resolución de la Asamblea General 2997. La sede se estableció en Nairobi, Kenia, con un equipo de 300 personas, incluidos 100 profesionales en una variedad de campos, y con un fondo para cinco años de más de 100 millones de dólares estadounidenses. En ese momento, Estados Unidos prometió US $ 40 millones, mientras que el resto provendría de otras 50 naciones. La 'Escala Indicativa Voluntaria de Contribución' establecida en 2002 tiene el papel de aumentar los Estados miembros que financian el PNUMA. Las finanzas relacionadas con todos los programas del PNUMA son contribuciones voluntarias de los Estados miembros de las Naciones Unidas. El Fondo Ambiental, en el que invierten todas las naciones del PNUMA, es la fuente central de los programas del PNUMA. Entre 1974 y 1986, el PNUMA elaboró más de 200 directrices técnicas y manuales sobre el medio ambiente, incluida la gestión forestal y del agua, el control de plagas, el control de la contaminación, la relación entre el uso de productos químicos y la salud, y la gestión de la industria.
La ubicación de la sede resultó ser una gran controversia, ya que los países desarrollados preferían Ginebra, donde se encuentran varias otras oficinas de la ONU, mientras que los países en desarrollo prefirieron Nairobi, ya que sería la primera organización internacional con sede en el Sur Global. En un principio, Ciudad de México, Nueva Delhi y El Cairo también competían por ser la sede, pero se retiraron para apoyar a Nairobi en un acto de "solidaridad al Tercer Mundo". Muchos de los países en desarrollo "no apoyaron particularmente la creación de una nueva institución formal para la gobernanza ambiental", pero apoyaron su creación como un acto de "solidaridad del Sur". La ubicación del PNUMA en Nairobi se tomó como "una decisión explícitamente política". Además, posee seis oficinas regionales en los diferentes continentes: África, en Nairobi, Kenia; América Latina y el Caribe que se encuentra en Panamá; América del Norte en Nueva York, Asia y el Pacífico ubicada en Bangkok, Asia Occidental y Europa localizada en Ginebra, Suiza.  
En el año 2000, el Centro Mundial de Vigilancia de la Conservación, con sede en Cambridge y patrocinado por la UICN, pasó a formar parte del PNUMA.

## Gobernanza

### Director ejecutivo
En diciembre de 1972, la Asamblea General de la ONU eligió por unanimidad a Maurice Strong como el primer director de ONU Medio Ambiente. También fue secretario general tanto de la Conferencia de las Naciones Unidas sobre el Medio Humano de 1972 así como de la Cumbre de la Tierra (1992).
Mostafa Kamal Tolba ocupó el cargo durante 17 años (1975–1992), tiempo en el cual fue fundamental para llevar las consideraciones ambientales al frente del pensamiento y las acciones globales. Bajo su liderazgo, se negoció el éxito más aclamado de ONU Medio Ambiente, el histórico acuerdo de 1987 para proteger la capa de ozono, el Protocolo de Montreal. Le sucedió Elizabeth Dowdeswell (1992–1998), Klaus Töpfer (1998–2006), Achim Steiner (2006–2016) y Erik Solheim (2016–2018).
La directora ejecutiva interina del PNUMA, Joyce Msuya, asumió el cargo en noviembre de 2018, luego de la renuncia de Erik Solheim. Antes de su nombramiento, fue directora ejecutiva adjunta del PNUMA. Inger Andersen fue nombrada directora ejecutiva del PNUMA por el secretario general de la ONU, António Guterres, en febrero de 2019.

### Lista de directores ejecutivos
| # | Picture              | Nombre (nacimiento-muerte)                | Nacionalidad | Año de ingreso | Año de retiro |
| - | -------------------- | ----------------------------------------- | ------------ | -------------- | ------------- |
| 1 | Maurice Strong       | Maurice Strong (1929–2015)                | Canadá       | 1972           | 1975          |
| 2 | Mostafa Tolba        | Mostafa Kamal Tolba (1922–2016)           | Egipto       | 1975           | 1992          |
| 3 | Elizabeth Dowdeswell | Elizabeth Dowdeswell (nacida en 1944)     | Canadá       | 1992           | 1998          |
| 4 | Klaus Töpfer         | Klaus Töpfer (1938–2024)                  | Alemania     | 1998           | 2024          |
| 5 | Achim Steiner        | Achim Steiner (nacido en 1961)            | Brasil       | 2006           | 2016          |
| 6 |                      | Erik Solheim (nacido en 1955)             | Noruega      | 2016           | 2018          |
| 7 |                      | Joyce Msuya (subrogante) (nacida en 1968) | Tanzania     | 2018           | 2019          |
| 8 |                      | Inger Andersen (nacida en 1958)           | Dinamarca    | 2019           | en el cargo   |

### Asamblea de Medio Ambiente
La Asamblea de las Naciones Unidas para el Medio Ambiente es el órgano rector del PNUMA. Creado en 2012 en sustitución del Consejo Rector, actualmente cuenta con 193 miembros y se reúne cada dos años.

### Estructura
La estructura del PNUMA incluye ocho divisiones:
1. División de Ciencias: tiene como objetivo proporcionar evaluaciones ambientales científicamente creíbles e información para el desarrollo sostenible. Informa sobre el estado del medio ambiente global, evalúa políticas y tiene como objetivo proporcionar una alerta temprana de amenazas ambientales emergentes. Es responsable del seguimiento y reporte del medio ambiente respecto a la Agenda 2030 y los Objetivos de Desarrollo Sostenible.
2. División de Políticas y Programas: elabora las políticas y los programas del PNUMA. Esta división asegura que otras divisiones estén coordinadas.
3. División de Ecosistemas: apoya a los países en la conservación, restauración y manejo de sus ecosistemas. Aborda las causas ambientales y las consecuencias de los desastres y los conflictos emergentes. Ayuda a los países a reducir la contaminación de las actividades realizadas en tierra, aumentar la resiliencia al cambio climático y pensar en el medio ambiente al momento de planificar sus estrategias de desarrollo.
4. División de Economía: ayuda a las grandes empresas en sus esfuerzos por ser más conscientes con el medio ambiente. Tiene tres ramas principales: Química y Salud, Energía y Clima, y Recursos y Mercados.
5. Oficina de Asuntos de Gobernanza: involucra a los Estados miembros y otros grupos relevantes para utilizar el trabajo desarrollado por el PNUMA. La oficina presta servicios al órgano rector del PNUMA, la Asamblea de las Naciones Unidas para el Medio Ambiente, y su órgano subsidiario, el Comité de Representantes Permanentes, y gestiona sus reuniones. Ayuda a fortalecer la visibilidad, la autoridad y el impacto de la Asamblea como una voz autorizada sobre el medio ambiente.
6. División de Derecho: ayuda a desarrollar el derecho ambiental. Trabaja con los países para combatir los delitos ambientales y cumplir con los compromisos ambientales internacionales. La división legal tiene como objetivo mejorar la cooperación entre los legisladores de todo el mundo que elaboran leyes ambientales.
7. División de Comunicaciones: desarrolla y difunde los mensajes del PNUMA. Los entrega a gobiernos e individuos a través de canales de medios tradicionales y digitales.
8. División de Servicios Corporativos: se ocupa de los intereses corporativos del PNUMA, como la gestión y la exposición al riesgo financiero.

## Ocupaciones
Las principales actividades del PNUMA están relacionadas con:
1. Cambio Climático[28]
  - El PNUMA es socio del Enfoque Territorial del Cambio Climático, que involucra a las entidades gubernamentales en los esfuerzos de resiliencia climática.[29]
2. Desastres y Conflictos[30]
  - El PNUMA se ha esforzado por aliviar la influencia de las emergencias o los desastres naturales en la salud humana y prepararse para futuros desastres. Contribuye a la reducción del origen de los desastres mediante el control del equilibrio de los ecosistemas y apoya activamente el Marco de Sendai para la Reducción del Riesgo de Desastres, cuyo objetivo es reducir el riesgo de desastres (RRD). Además de prevenir los desastres naturales, el PNUMA apoya a los países para que elaboren leyes o políticas que se protejan a sí mismos de sufrir daños graves por los desastres. Desde 1999 ha ayudado a 40 países a recuperarse del efecto de este tipo de desastres.[31]
3. Gestión de ecosistemas[32]
4. Gobernanza Ambiental[33]
5. Medio ambiente bajo revisión[34]
  - El PNUMA proporciona información y datos sobre el medio ambiente mundial a las partes interesadas, incluidos los gobiernos, las organizaciones no gubernamentales y el público general, para que participen en la realización de los Objetivos de Desarrollo Sostenible. La información que comparte el PNUMA se basa en los últimos avances científicos y se recopila de manera adecuada. Esto hace que los formuladores de políticas encuentren información confiable de manera efectiva. Las partes interesadas de las Perspectivas del Medio Ambiente y los Objetivos de Desarrollo Sostenible pueden acceder fácilmente a la información. Además, la plataforma en vivo de la  ONU medio ambiente y el acceso en línea a la investigación en medio ambiente (OARE) brindan información transparente recopilada por el PNUMA.[35]
6. Químicos y Residuos[36]
7. Eficiencia de recursos[37]

### Programas de premios
Se han establecido varios programas de premios para reconocer el trabajo destacado en el campo ambiental. El Cuadro de Honor Global 500 se inició en 1987 y finalizó en 2003. Su sucesor de 2005, Campeones de la Tierra, y un premio similar, Jóvenes Campeones de la Tierra, se otorgan anualmente a empresarios, científicos, líderes políticos, futuros talentos, individuos y organizaciones que tienen un impacto positivo significativo en los recursos y el medio ambiente en sus áreas.

### Logros notables
El PNUMA ha registrado varios éxitos, como el Protocolo de Montreal de 1987 para limitar las emisiones de gases a los que se atribuye el adelgazamiento de la capa protectora de ozono del planeta, y el Convenio de Minamata de 2012, un tratado para limitar el mercurio tóxico.
El PNUMA ha patrocinado el desarrollo de programas de préstamos monetarios para el desarrollo de programas de energía solar, con tasas de retorno atractivas, para amortiguar los costos iniciales de implementación y atraer a los consumidores a considerar y comprar sistemas fotovoltaicos solares. El ejemplo más famoso es el programa de préstamos solares patrocinado por el PNUMA que ayudó a 100.000 personas a financiar sistemas de energía solar en India. El éxito del programa solar de la India ha dado lugar a proyectos similares en otras partes del mundo en desarrollo, incluidos Túnez, Marruecos, Indonesia y México.
En 2001, el PNUMA alertó sobre la destrucción de las marismas cuando publicó imágenes satelitales que mostraban que el 90 por ciento de la marismas habían sido destruidas. El "apoyo para la gestión ambiental de las marismas iraquíes" del PNUMA comenzó en 2004, para gestionar el área de las marismas de una manera ambientalmente racional.
El PNUMA tiene un programa para jóvenes conocido como Tunza. Dentro de este programa se encuentran otros proyectos como el OEA de Jóvenes.
Programa Internacional de Educación Ambiental (1975–1995)
Durante dos décadas, la UNESCO y el PNUMA dirigieron el Programa Internacional de Educación Ambiental (1975-1995), que estableció una visión y brindó orientación práctica sobre cómo movilizar a la educación para la conciencia ambiental. En 1976, la UNESCO lanzó un boletín de educación ambiental Connect como órgano oficial del Programa Internacional de Educación Ambiental (IEEP) de la UNESCO y el PNUMA. Hasta 2007 sirvió como centro de intercambio de información sobre educación ambiental en general y para promover los objetivos y actividades del IEEP en particular, además de ser una red para instituciones e individuos interesados y activos en la educación ambiental.
Cambio climático
PNUMA en 1989 predijo que "naciones enteras podrían desaparecer de la faz de la Tierra debido al aumento del nivel del mar si la tendencia al calentamiento global no es revertida para el año 2000". En 2005 pronosticó que “50 millones de personas podrían convertirse en refugiados ambientales para el 2010, huyendo de los efectos del cambio climático”.

Los glaciares se están reduciendo a un ritmo sin precedentes y muchos podrían desaparecer en las próximas décadas, de acuerdo a lo que señaló el PNUMA en 2008. Los científicos que midieron la salud de casi 30 glaciares en todo el mundo descubrieron que la pérdida de hielo alcanzó niveles récord en 2006. En promedio, los glaciares se redujeron 1.5 m. en 2006. El glaciar Breidalblikkbrea de Noruega se redujo 3.1 m ese mismo año. Los glaciares perdieron un promedio de alrededor de 30 cm de hielo al año entre 1980 y 1999, pero desde el cambio de milenio la pérdida promedio ha aumentado a unos 50 cm.
Vehículos eléctricos
En el quinto Foro Ambiental de Magdeburg realizado en 2008, en Magdeburg, Alemania, el PNUMA y el fabricante de automóviles Daimler AG pidieron el establecimiento de infraestructura para vehículos eléctricos. En esta conferencia internacional, 250 políticos y representantes de organizaciones no gubernamentales debatieron sobre el futuro del transporte por carretera bajo el lema "Movilidad sostenible: la agenda del CO2 posterior a 2012".
Economía circular
El PNUMA es copresidente y socio fundador (junto con otros grupos como la Fundación Ellen MacArthur) de la Plataforma para Acelerar la Economía Circular, que es una asociación público-privada de más de 50 organizaciones globales y gobiernos que buscan apoyar la transición a una economía circular mundial.

#### El Programa de Mares Regionales
Establecido en 1974, este es el único programa legal del mundo con el propósito de proteger los océanos y mares a niveles regionales. Más de 143 países participan en 18 programas regionales, incluida la región del Caribe, los mares de Asia oriental, región de África oriental, la cuenca del Mediterráneo, la región del noroeste del Pacífico, la región de África occidental, el mar Caspio, la región del mar Negro, la región del Pacífico nororiental, el mar Rojo y el golfo de Adén, el área marítima de ROPME, mares del sur de Asia, la región del Pacífico Sudoriental, la región del Pacífico, la región del Ártico, la región de la Antártida, el mar Báltico y la región del Atlántico nororiental. Cada programa consta de países que comparten el mismo mar, por lo que se gestiona este mar a nivel regional. Los programas son controlados por secretarías o Unidades Regionales de Coordinación y Centros Regionales de Actividad. El PNUMA protege los mares mediante la promoción de convenciones internacionales a través de la educación y la capacitación.
El Plan de Acción para el Mediterráneo del Programa de las Naciones Unidas para el Medio Ambiente (PNUMA/MAP) se estableció en 1975 como el primer plan de acción regional bajo el Programa de Mares Regionales.

##### Iniciativa "Fe por la Tierra"
Lanzada en 2017, el objetivo de la iniciativa es alentar y colaborar con organizaciones religiosas para proteger el medio ambiente e invertir en recursos verdes. En 2020, el PNUMA publicó un libro con el Programa de Acción Climática del Parlamento de las Religiones del Mundo titulado "Fe para la Tierra: un llamado a la acción". El libro sirve como un recurso educativo para estudiantes, maestros y líderes de todo el mundo y destaca el papel que las organizaciones religiosas pueden desempeñar para abordar problemas ambientales críticos.

### Años internacionales
La ONU asigna años específicos a los temas para aumentar la conciencia y el compromiso. Los siguientes años se refieren a temas ambientales:
- 2007 – Año Internacional del Delfín:[53] El patrocinador Internacional del Año del Delfín fue el Príncipe Alberto II de Mónaco, siendo el embajador especial para la causa Nick Carter del grupo musical Backstreet Boys.[54]

- 2010 – Año Internacional de la Biodiversidad[55]
- 2011 – Año Internacional de los Bosques[56]
- 2012 – Año Internacional de la Energía Sostenible para Todos[57]
- 2013 – Año Internacional de la Cooperación en Materia de Agua[58]
- 2014 – Año Internacional de la Agricultura Familiar[59]
- 2015 – Año Internacional de la Luz y las Tecnologías Basadas en la Luz[60]
- 2016 – Año Internacional de las Legumbres[61]
- 2017 – Año Internacional del Turismo Sostenible para el Desarrollo[62]
- 2020 – Año Internacional de la Sanidad Vegetal[63]
- 2021 – Año Internacional de las Frutas y Verduras[64]

Ver observancia internacional y lista de fechas ambientales .

## Reforma
Tras la publicación en 2007 del Cuarto Informe de Evaluación del Panel Intergubernamental sobre Cambio Climático, el Llamado a la Acción de París, presentado por el presidente francés Jacques Chirac y apoyado por 46 países, se hizo una petición oficial para que el PNUMA fuera reemplazado por una nueva y más poderosa "Organización de las Naciones Unidas para el Medio Ambiente", siguiendo el modelo de la Organización Mundial de la Salud. Los 46 países incluyeron a las naciones de la Unión Europea, pero notablemente no incluyeron a los Estados Unidos, Arabia Saudita, Rusia y China, los cuatro principales emisores de gases de efecto invernadero.
En diciembre de 2012, luego de la Cumbre Río+20, se confirmó la decisión de la Asamblea General de las Naciones Unidas de "fortalecer y mejorar" el PNUMA y establecer la membresía universal de su órgano rector.

## Financiamiento
El Banco Europeo de Inversiones y el Programa de las Naciones Unidas para el Medio Ambiente crearon la Plataforma de Rendimiento de Energía Renovable (REPP) en 2015 para ayudar a un proyecto de las Naciones Unidas denominado Energía Sostenible para Todos. La Plataforma de Rendimiento de Energía Renovable se estableció con $67 millones de la iniciativa de Financiamiento Climático Internacional del Reino Unido, administrada por el Departamento de Estrategia Empresarial, Energética e Industrial, en 2015, y nuevamente con $128 millones en 2018. REPP se estableció con el objetivo a cinco años de mejorar el acceso a la energía para al menos dos millones de personas en el África subsahariana. Hasta el momento, se han invertido alrededor de $45 millones en proyectos de energía renovable en 13 países del África subsahariana. La energía solar y la hidroeléctrica se encuentran entre los métodos de energía más utilizados en los proyectos.

### Complicaciones de financiación
En septiembre de 2018, el gobierno holandés anunció que retendría $8 millones de dólares en fondos para el PNUMA hasta que se resolvieran los problemas de nepotismo con respecto al jefe del Programa de las Naciones Unidas para el Medio Ambiente. Luego de esto, Suecia y Dinamarca también dejaron de financiar. Un portavoz del Instituto Noruego de Asuntos Internacionales dijo que la congelación de fondos probablemente no tenía precedentes.

## Literatura adicional
- Borowy, Iris. "Before UNEP: who was in charge of the global environment? The struggle for institutional responsibility 1968–72." Journal of Global History 14.1 (2019): 87-106.
- United Nations Environment Programme. "Natural Allies: UNEP and Civil Society." Nairobi: United Nations Foundation, 2004.
- Paul Berthoud, A Professional Life Narrative, 2008, worked with UNEP and offers testimony from the inside of the early years of the organization.
- Dodds, F., Strauss, M., with Strong, M., 2012, Only One Earth: The Long Road via Rio to Sustainable Development. London Earthscan